# Love + Hate
Love + Hate é um filme de drama britânico-irlandês, dirigido por Dominic Savage e lançado em 2005. Conta com Nichola Burley,Samina Awan e Dean Andrews no elenco.